# Antonino Cambaceres
Ciriaco Antonino Cambaceres (Buenos Aires, 1832 - Glew, provincia de Buenos Aires, 1888) fue un comerciante, estanciero, político y funcionario argentino, que ejerció variados cargos políticos en ese país, donde llegó a ser diputado y senador nacional. Fue el primer senador nacional elegido por la Ciudad de Buenos Aires una vez federalizada, y el primer presidente de la Unión Industrial Argentina.

## Biografía
Hijo del ingeniero francés Antonio Cambaceres, era hermano mayor del escritor Eugenio Cambaceres y de Leocadia Cambaceres, esposa del coronel Silvino Olivieri, militar italiano al servicio de la Argentina, asesinado en Bahía Blanca por un motín de legionarios en 1856. Estudió en su ciudad natal con el jesuita Francisco Magesté; más tarde se dedicó a los negocios y llegó a reunir una apreciable fortuna como comerciante, empresario de transporte y estanciero. También se dedicó a la industria cárnica, instalando un saladero en la localidad de Ensenada (Buenos Aires).
Fue diputado provincial en 1867, y se unió al grupo del gobernador Adolfo Alsina, al que apoyó en su campaña por la presidencia —que finalmente lo llevó a la vicepresidencia. El gobernador Emilio Castro lo nombró presidente del Banco de la Provincia de Buenos Aires. Apoyó la candidatura de Mariano Acosta a la gobernación en 1872. En 1878 fue director del Ferrocarril del Oeste, que pertenecía a la Provincia de Buenos Aires.
En 1880 volvió a asumir como diputado provincial, reemplazando a uno de los diputados que —en ocasión de la revolución de ese año— se habían negado a seguir al presidente Nicolás Avellaneda a la capital provisional en el pueblo de Belgrano.
En 1882 fue senador nacional por la capital, y ejerció como presidente provisional del cuerpo. En 1885 formó parte del grupo que creó el llamado oficialmente Partido Autonomista Nacional, conservador y gubernamental. Fue el presidente del comité electoral del PAN, que logró la victoria del presidente Miguel Juárez Celman, acompañado por Carlos Pellegrini como vicepresidente.
Era dueño de una gran estancia en la provincia de Buenos Aires, que se haría conocida mucho más tarde por haber empleado en ella —como simple peón— al último gran cacique ranquel, Epumer. Este había caído prisionero en 1878, después de haber dirigido la desesperada resistencia de los ranqueles entre 1868 y 1872, y de haber mantenido la paz con los argentinos desde esa fecha hasta que cayó prisionero en 1878. Tras pasar varios años preso en la isla Martín García, tras la Conquista del Desierto fue entregado a Cambaceres para que lo empleara como peón.
Fue presidente de la primera Unión Industrial Argentina. Por decreto del 29 de octubre de 1886 se creó la comisión que debía administrar todo lo relativo a la participación de la República Argentina en la Exposición Universal de París (1889), con la que Francia se proponía celebrar el centenario de la Revolución Francesa. Cambacérès, elegido para integrarla, fue nombrado presidente de la misma por ese decreto.
Antonino Cambaceres falleció en una quinta de la localidad de Glew, provincia de Buenos Aires, en 1888.